# رامون سینکلدام
رامون سینکلدام (هلندی: Ramon Sinkeldam؛ زادهٔ ۹ فوریهٔ ۱۹۸۹) دوچرخه‌سوار اهل هلند است.
از باشگاه‌هایی که در آن رکاب زده‌است می‌توان به تیم دوچرخه‌سواری رابوبانک دولوپمنت، تیم سانوب و تیم دوچرخه‌سواری اف‌دی‌جی اشاره کرد.